# Tamara Wilson
Tamara Wilson (* in Arizona, USA) ist eine US-amerikanische Sopranistin. Sie studierte Gesang am College-Conservatory of Music Cincinnati der University of Cincinnati, anschließend war sie Mitglied im Opernstudio der Houston Grand Opera. 2016 wurde sie mit dem Richard Tucker Award ausgezeichnet. Im Herbst 2023 gab sie ihr Debüt an der Opéra de Paris als Puccinis Turandot, in Berlin sang sie Anfang 2024 als Solistin zu Schönbergs Monodram Erwartung. An der Deutschen Oper Berlin singt sie in der aktuellen Saison Isolde in Tristan und Isolde, weitere Engagements nahm sie etwa an der Metropolitan Opera in New York, am Teatro alla Scala in Mailand, am Teatro La Fenice in Venedig, in der Arena di Verona, am Opernhaus Zürich, am Gran Teatre del Liceu in Barcelona, an der Bayerischen Staatsoper in München, der De Nationale Opera in Amsterdam und an weiteren bedeutenden Bühnen in Amerika und Europa wahr. Unter der Leitung von Yannick Nézet-Séguin trat sie  konzertant mit den Rotterdamer Philharmonikern als Sieglinde (Die Walküre) im April 2024 in Baden-Baden auf.